# Voice Event

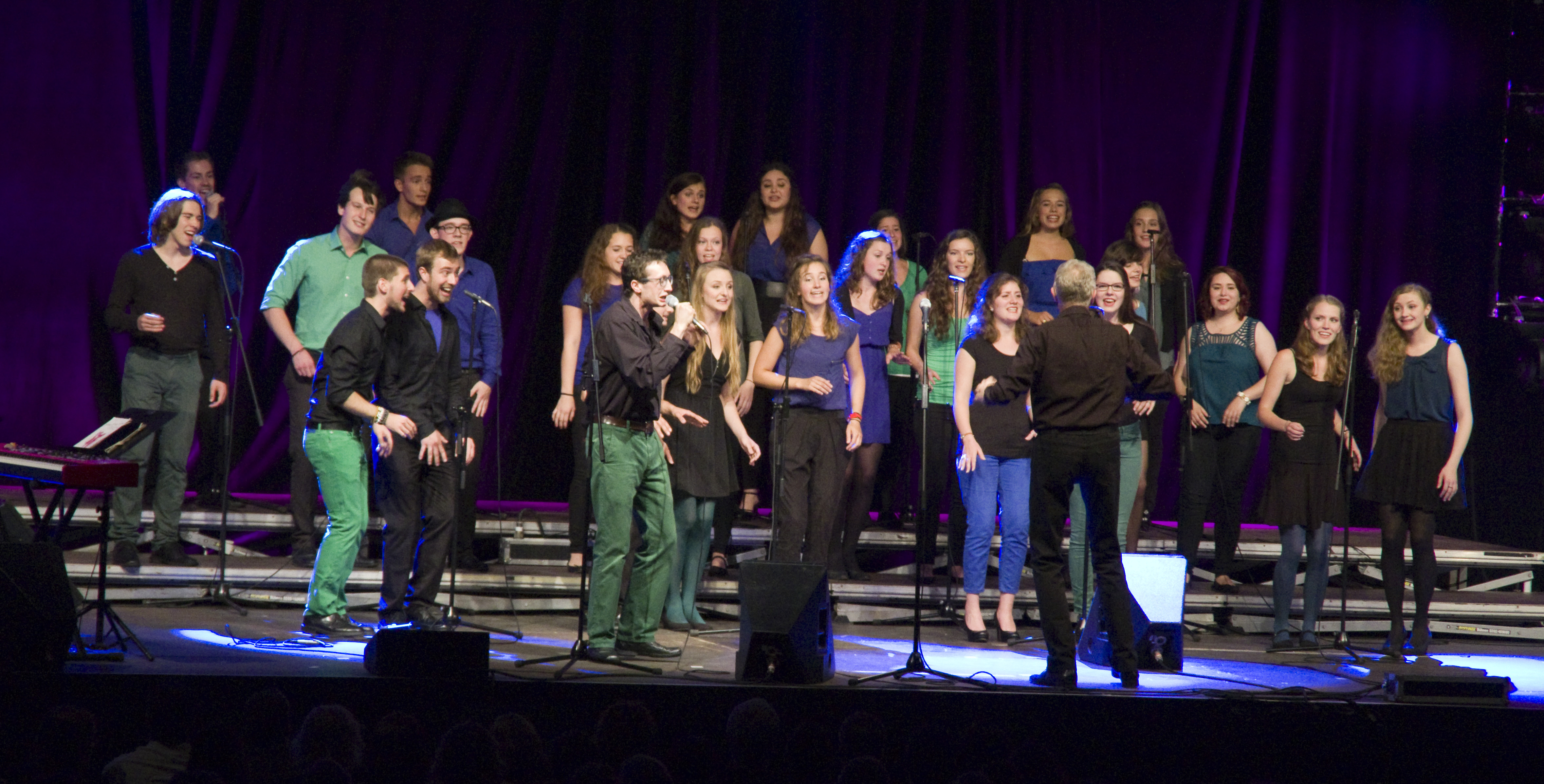
Voice Event bei der A-cappella-Nacht des Zelt-Musik-Festivals in Freiburg am
1. August 2014

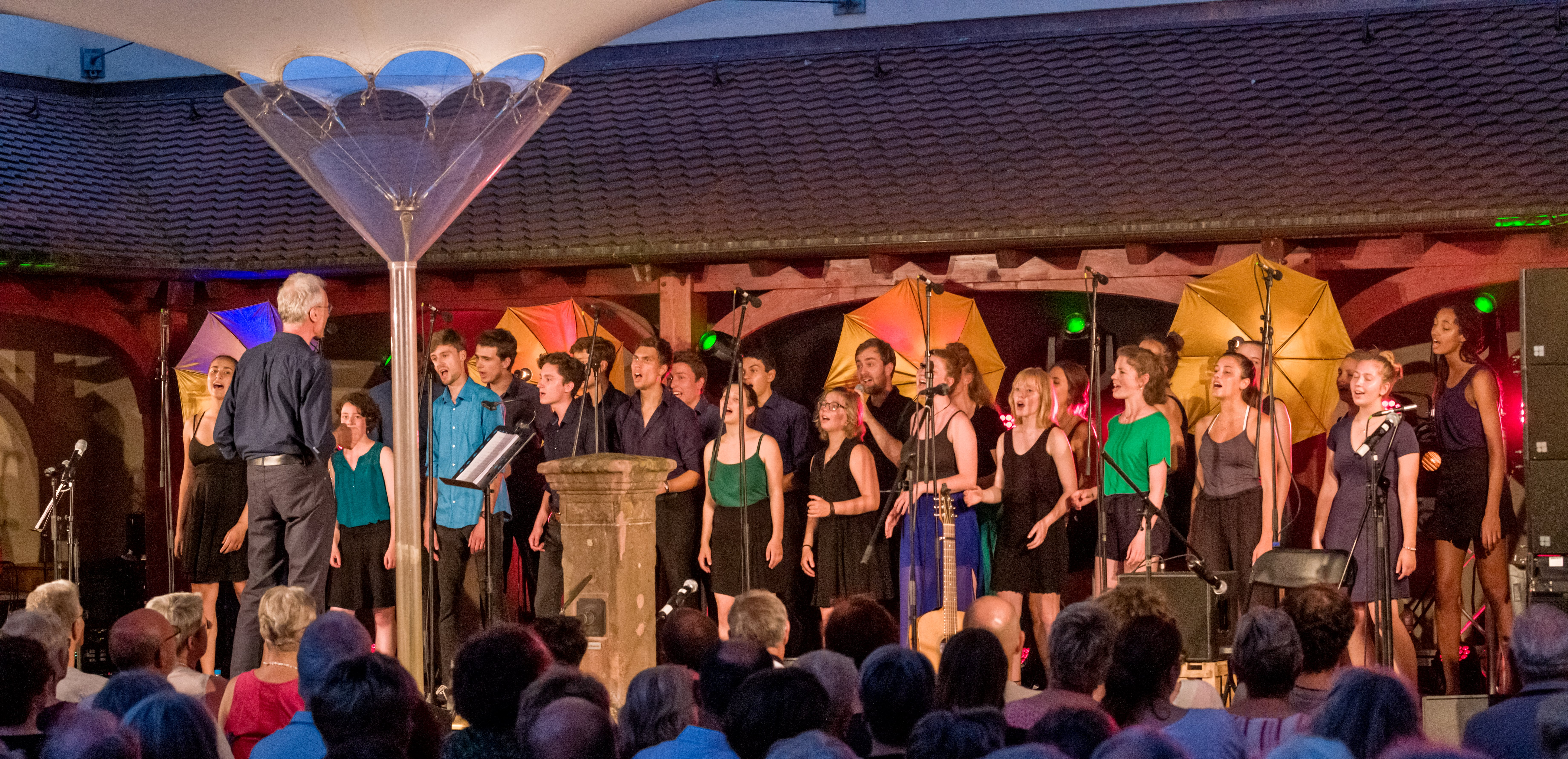
Voice Event beim Black Forrest Voices Festival in der Kirchzartener Talvogtei am 27. Juni 2019

Voice Event ist der Auswahlchor der Freiburger Schulen.
Der Chor wurde 1998 von Christian Geugelin gegründet. Seine Mitglieder sind größtenteils Schülerinnen und Schüler aus dem Freiburger Raum, die erfolgreich vorgesungen haben und zwischen 15 und 21 Jahre alt sind. Der Chor singt Arrangements aus dem Jazz-, Pop- und Gospelbereich.

## Auszeichnungen
- 1. Preis  beim internationalen Chorwettbewerb in Mulhouse in Frankreich im Mai 2000
- 1. Preis im Juni 2000 bei „Sing & Win“ der Jazz- und Rockschule Freiburg
- Auszeichnung „hervorragend“ beim Wettbewerb des Badischen Sängerbundes in Karlsruhe im Juni 2002
- Im  April 2005 erneutes „hervorragend“ sowie Titel eines „Meisterchores“ beim Badischen Chorwettbewerb in Karlsruhe
- Sieger beim „1. Alemannischen Chorwettbewerb“ im Oktober 2005 in Oberried
- Dreimaliger Landessieger der Jazzchöre beim Landeschorwettbewerb mit  Weiterleitung zum Deutschen Chorwettbewerb 2005 nach Kiel, 2009 nach Dortmund und 2013 nach Weimar.
- 3. Preis beim 7. Deutschen Chorwettbewerb 2006 in Kiel in der Kategorie G.2 „Jazz-vokal et cetera – mit Begleitung“
- 3. Preis beim 8. Deutschen Chorwettbewerb 2010 in Dortmund in der Kategorie G.2 „Jazz-vokal et cetera – mit Begleitung“
- Meisterchortitel beim Badischen Chorwettbewerb im Oktober 2013 in Walldorf
- Landessieger beim Landeschorwettbewerb Baden-Württemberg mit Weiterleitung zum 9. Deutschen Chorwettbewerb 2014 in Weimar.
- 3. Preis beim 9. Deutschen Chorwettbewerb 2014 in Weimar in der Kategorie G.2 „Populäre Chormusik - mit Trio“
- 1. Preis beim internationalen Chorwettbewerb in Mulhouse in Frankreich im Mai 2015

## Der Chorleiter
Der Chorleiter Christian Geugelin studierte an der Musikhochschule Freiburg mit den Schwerpunkten Klavier, Gesang, Chorleitung und Schulmusik; er studierte spanische Klaviermusik in Madrid und gab danach Konzerte im In- und Ausland.
Fortbildungen in Jazz, Arrangement und Stimmbildung unterstützten seine zunehmende Chorarbeit, vor allem im Kinder – und Jugendbereich. Ausdruck dessen sind zahlreiche, auch internationale Auszeichnungen mit verschiedenen Chören.